# 697年
| 千纪： | 1千纪                                                                                           |
| 世纪： | 6世纪 \| 7世纪 \| 8世纪                                                                         |
| 年代： | 660年代 \| 670年代 \| 680年代 \| 690年代 \| 700年代 \| 710年代 \| 720年代                       |
| 年份： | 692年 \| 693年 \| 694年 \| 695年 \| 696年 \| 697年 \| 698年 \| 699年 \| 700年 \| 701年 \| 702年 |
| 纪年： | 丁酉年（鸡年）；武周（新罗）萬歲通天二年，神功元年                                              |

## 大事记
- 中國
  - 來俊臣、皇甫文備誣告李昭德謀反，李昭德被下獄處死。
  - 來俊臣誣告太平公主謀反，反遭太平公主舉發，遭醢刑處死。
  - 王孝杰率唐军攻契丹，与孙万荣战于东峡石谷，契丹佯败，唐军追击战败。苏宏晖逃走，王孝杰阵亡，契丹兵鋒直接推進到趙州。
  - 後突厥默啜可汗應武周之邀進攻契丹，孫萬榮兵敗被殺，契丹之亂平定，但是奚、契丹倒向了後突厥。
  - 由於大祚榮對立勢力的影響，安東都護府一度被廢止，直到705年再度設置。
- 日本
  - 八月：持統天皇讓位於文武天皇，改稱太上天皇。
- 歐洲
  - 隸屬於東羅馬帝國的威尼斯選出初代威尼斯總督保羅·呂齊奧·阿納法斯托，成為威尼斯共和國。

## 各国领袖

### 美洲
- 科潘 – Uaxaclajuun Ub'aah K'awiil (675–738)
- 蒂卡尔 – Jasaw Chan K'awiil I (682–732)
- 帕伦克 – Chan Bahlum II, (684–702)

### 亚洲
- 中国 (武周) - 武则天，中国皇帝 (690–705)
- 日本 (飞鸟时代) - 
  1. 持统天皇，日本天皇 (686–697)
  2. 文武天皇，日本天皇 (697–707)
- 朝鲜半岛 (统一新罗) - 孝昭王，新罗王 (692–702)
- 吐蕃 - 赤都松赞，吐蕃赞普 (677–704)
- 后突厥 - 默啜，突厥可汗 (692–716)
- 契丹 - 孙万荣，无上可汗 (696–697)

### 中东
- 阿拉伯帝国 - 阿卜杜勒-馬利克·本·馬爾萬·本·哈卡姆，倭马亚王朝哈里发 (685–705)

### 欧洲
- 拜占庭帝国 - 利昂提奥斯 (695–698)
- 法兰克王国 - 希尔德贝尔特三世, 法兰克国王 (695–711)
  - 丕平二世, 宫相 (687–714)
- 西哥特王国 - Egica (687–702)
- 保加利亚第一帝国 - 捷尔维尔(695–715)
- 伏尔加保加利亚 – Kotrag (675–710)
- 弗里西亚王国 –Redbad (678–719)
- 威尼斯共和国 - 保罗·吕齐奥·阿纳法斯托，威尼斯总督 (697–717)
- 伦巴底王国 - Cunipert (689–700)
- 英格兰 (七国时代) - 
  - 东盎格利亚 - Ealdwulf (664–713)
  - 埃塞克斯王国 -

  1. Sigeheard (694–709)
  2. Swæfred (694–709)

  - 肯特王国 - Wihtred(690–725)
  - 默西亚王国 - Æthelred (675–704)
  - 诺森布里亚 - Aldfrith (685–704)
  - 萨塞克斯王国 -
  - 韦塞克斯 - Ine (688–726)
- 苏格兰
  - 达尔里阿达 -
  - 斯特拉斯克莱德王国 -
- 威尔士 -
  - 格威尼德王国 -
  - 波伊斯王国

## 出生
- 郭子儀（697年－781年），唐代將領

## 逝世
- 來俊臣，武則天時代著名酷吏。
- 李昭德，武則天時代的高級官員和宰相。
- 王孝杰，唐朝和武周的名將，參加對吐蕃、後突厥、契丹的戰爭。
- 孫萬榮，7世紀末契丹族的首領。